# Turn Me On (Lied)
Turn Me On ist ein Lied des französischen Produzenten David Guetta gemeinsam mit der US-amerikanischen Rapperin Nicki Minaj aus seinem fünften Album Nothing but the Beat. Außerdem erschien das Lied auf der Deluxe-Edition des zweiten Albums von Minaj Pink Friday: Roman Reloaded. Geschrieben wurde der Song von Ester Dean, David Guetta und Giorgio Tuinfort; die Rap-Verse schrieb Minaj. Von Kritikern wurde die Aufnahme gelobt. Am 13. Dezember 2011 wurde das Lied als fünfte Single von Nothing but the Beat veröffentlicht. Das Lied wurde Guettas bisher erfolgreichste Single in den Vereinigten Staaten zusammen mit Without You, welche in den Vereinigten Staaten beide Platz 4 der Billboard Hot 100 erreichten. Das Lied wurde zum Titelsong der WrestleMania XXVIII.

## Hintergrund
“People don’t really know her as a singer and she’s killing it on that track. People know her for her crazy rapping but that shows what she can do as a singer. Sometimes I meet people by accident or they call me up but with Nicki it was me chasing her. For a year I wanted to work with her and she was hard to reach. But the moment we got into the studio and had the music it was great.”

 Das Lied wurde von Ester Dean, David Guetta und Giorgio Tuinfort geschrieben, die Rap-Verse schrieb Minaj. In einem Interview mit dem Billboard Magazin sagte David Guetta: “I am so proud of what Nicki did on this record because we know her for those crazy raps but the other record that we have, she is singing like – oh man. The world is gonna be shocked. Because they don’t know her like this. And we came up with that amazing song and she just killed it.”

## Komposition
Turn Me On ist ein Uptempo-Club-Titel mit schweren Beats und dem Gesang und Rap von Nicki Minaj. Neben Where Them Girls At ist Turn Me On das zweite Lied von Nothing but the Beat, indem Guetta mit Minaj arbeitet. Minaj singt: „Doctor doctor, need you back, call me babe / Doctor doctor, where you at, give me something / I need your love, I need your love, I need your loving / You got that kind of medicine to keep me comin.’“ Zehn Sekunden vor dem Ende des Liedes rapt Minaj: „D-D-D-D-Don’t let me die young / I just want you to father my young / I just want you to be my doctor / We ‘gon get it crackin,’ chiropractor.“

## Musikvideo
Das Musikvideo zu Turn Me On wurde im November 2011 gedreht. Regie führte Sanji. Ein kurzer Trailer zum Musikvideo wurde am 27. Januar 2012 veröffentlicht und das komplette offizielle Musikvideo am 31. Januar 2012.
Im Musikvideo spielt Guetta einen verrückten Wissenschaftler, der aus mechanischen Stücken seine eigene Nicki Minaj aufbaut.

## Auftritte

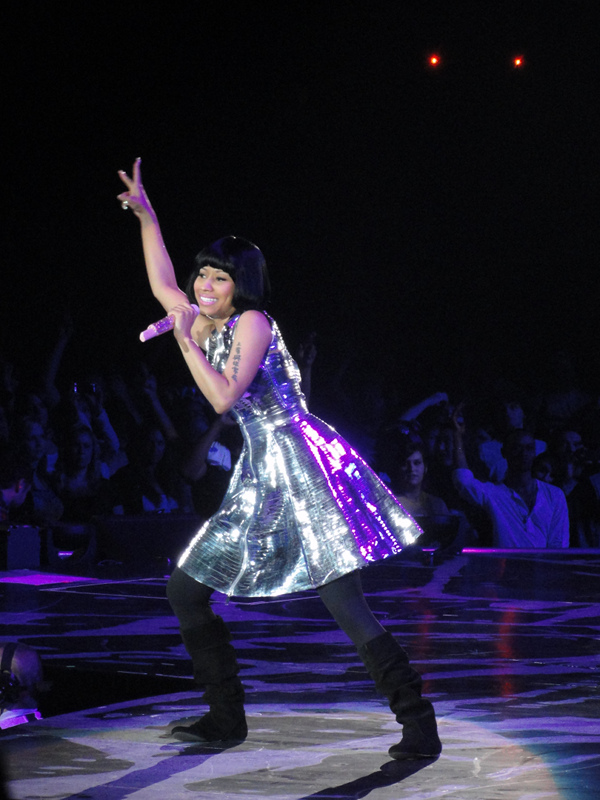
Nicki Minaj Live.

Turn Me On wurde bei den American Music Awards 2011 zusammen mit Nicki Minajs eigenem Hit Super Bass gespielt. Minaj sang das Lied auch beim New Year’s Rockin’ Eve with Ryan Seacrest sowie während des NBA All-Star Game 2012 und bei ihrer Roman Reloaded Tour.

## Kommerzieller Erfolg

### Chartplatzierungen
| ChartsChartplatzierungen       | Höchstplatzierung | Wochen |
| ------------------------------ | ----------------- | ------ |
| Deutschland (GfK)              | 6 (32 Wo.)        | 32     |
| Frankreich (SNEP)              | 10 (49 Wo.)       | 49     |
| Österreich (Ö3)                | 5 (24 Wo.)        | 24     |
| Schweiz (IFPI)                 | 6 (22 Wo.)        | 22     |
| Vereinigte Staaten (Billboard) | 4 (27 Wo.)        | 27     |
| Vereinigtes Königreich (OCC)   | 8 (32 Wo.)        | 32     |

| ChartsJahrescharts (2012)      | Platzierung |
| ------------------------------ | ----------- |
| Deutschland (GfK)              | 51          |
| Frankreich (SNEP)              | 55          |
| Österreich (Ö3)                | 45          |
| Schweiz (IFPI)                 | 38          |
| Vereinigte Staaten (Billboard) | 35          |
| Vereinigtes Königreich (OCC)   | 35          |

### Auszeichnungen für Musikverkäufe
| Land/Region                  | Auszeichnungen für Musikverkäufe (Land/Region, Auszeichnung, Verkäufe) | Verkäufe  |
| ---------------------------- | ---------------------------------------------------------------------- | --------- |
| Australien (ARIA)            | 3× Platin                                                              | 210.000   |
| Deutschland (BVMI)           | Gold                                                                   | 150.000   |
| Frankreich (SNEP)            | —                                                                      | 62.800    |
| Italien (FIMI)               | Gold                                                                   | 15.000    |
| Kanada (MC)                  | 3× Platin                                                              | 240.000   |
| Mexiko (AMPROFON)            | Platin                                                                 | 60.000    |
| Neuseeland (RMNZ)            | Platin                                                                 | 15.000    |
| Österreich (IFPI)            | Gold                                                                   | 15.000    |
| Schweiz (IFPI)               | 2× Platin                                                              | 60.000    |
| Vereinigte Staaten (RIAA)    | 2× Platin                                                              | 2.600.000 |
| Vereinigtes Königreich (BPI) | Platin                                                                 | 600.000   |
| Insgesamt                    | 3× Gold · 13× Platin ·                                                 | 4.027.800 |

Hauptartikel: David Guetta/Auszeichnungen für Musikverkäufe